# Tokyo Police Club
Tokyo Police Club – kanadyjski zespół nurtu indie rock, który powstał w Newmarket. Powstał w 2005, w wyniku zwrócenia uwagi na siebie poprzez próby muzyczne i granie w piwnicy, zaczął zdobywać uznanie grając w okolicach Toronto, wystąpił również na miejskim festiwalu. Następnym krokiem w budowaniu zespołu było podpisanie umowy z Paper Bag i rezygnacja części jego członków ze studiów na rzecz pracy jako grupa muzyczna.
Od swojego powstania zespół wystąpił w wielu festiwalach, wydał kilka albumów: Elephant Shell w 2008, Champ w 2010, Ten Songs Ten Days w 2011, Forcefiel w 2014 i TPC w 2018. 
W styczniu 2024 r. zespół ogłosił, że kończy działalność i zapowiedział pożegnalną trasę koncertową. W marcu grupa udostępniła dwa ostatnie single – Just a Scratch oraz Catch Me If You Can.  

## Członkowie
- David Monks – Wokal, gitara basowa
- Josh Hook – Gitara elektryczna
- Graham Wright – Keyboard
- Greg Alsop – Perkusja

## Dyskografia
Dyskografia zespołu:

### Albumy
- Elephant Shell (2008)
- Champ (2010)
- Ten Days, Ten Covers, Ten Years (2011)
- Forcefield (2014)
- TPC (2018)

### EP
- A Lesson in Crime (2006)
- Smith EP (2007)

### Single
- "Nature of the Experiment" (2006)
- 2007 "Citizens of Tomorrow", "Your English Is Good" (2007)
- 2008 "Tessellate", "In a Cave", "Graves" (2008)
- 2010 "Breakneck Speed", "Wait Up (Boots of Danger)", "Bambi" (2010)
- 2011 "Favourite Colour" (2011)